# 簧龍屬
簧龍屬（學名：Calamosaurus）是虛骨龍類的一個屬小型恐龍，化石發現於英國懷特島郡的威塞克斯組，地質年代屬於下白堊紀的巴列姆階。牠的化石是兩節頸椎（編號BMNH R901），是由威廉·達爾文·福克斯（William Darwin Fox）所發掘的。

## 歷史及分類
在1889年，理查德·莱德克（Richard Lydekker）在將福克斯發現的化石重新歸類、編號時，發現這些骨頭與虛骨龍的相似性，並命名為福氏簧椎龍（Calamospondylus foxi）。但是，福克斯在1866年已使用了簧椎龍這個名字。里德克於是在1891年將之更名為福氏簧龍（Calamosaurus foxi）。同時，里德克將一條脛骨（編號BMNH R186）暫時性地編入於此屬，而這條脛骨可能是屬於虛骨龍類的基底物種，類似美頜龍科。
由於簧龍的化石稀少，簧龍受到的關注很少。雖然簧龍與簧椎龍沒有任何可以比較的化石部份，但牠在分類上仍經常被認為是簧椎龍的異名，造成分類上的困難。目前簧龍被認為有可能是虛骨龍類恐龍，但也有研究認為簧龍是獸腳亞目的一個疑名。

## 古生物學
簧龍是種基礎需骨龍類恐龍，可能是小型、敏捷的雙足肉食性恐龍。簧龍的身長約為3-5米長，根據頸椎的大小，可推測其頭部很小。